# Hypoestes congestiflora
Hypoestes congestiflora är en akantusväxtart som beskrevs av John Gilbert Baker. Hypoestes congestiflora ingår i släktet Hypoestes och familjen akantusväxter. Inga underarter finns listade i Catalogue of Life.